# Daan Olivier
Daan Olivier (Oegstgeest, 24 de noviembre de 1992) es un ciclista neerlandés que fue profesional entre 2011 y 2019.

## Trayectoria
Anteriormente lo hizo en el Rabobank Continental donde tuvo buenas actuaciones durante 2012, siendo fue tercero en el Tour de Bretaña y cuarto en el Tour de l'Ain. En 2013 fue segundo en la París-Tours sub-23.
El 6 de junio de 2015 anunció su retirada del ciclismo tras cinco temporadas como profesional y con tan sólo 22 años de edad, con el fin de centrarse en estudiar una carrera universitaria.
Sin embargo, en la temporada 2017 volvió al ciclismo profesional de la mano del conjunto Team LottoNL-Jumbo. No obstante tuvo que retirarse finalmente durante la temporada 2019 debido a los problemas sufridos por una lesión de rodilla que le impedía competir al máximo nivel.

## Palmarés
No consiguió ninguna victoria como profesional.

## Resultados en Grandes Vueltas
Durante su carrera deportiva consiguió los siguientes puestos en las Grandes Vueltas.
| Carrera | Carrera         | 2011 | 2012 | 2013 | 2014 | 2015 | 2016 | 2017 | 2018 | 2019 |
| ------- | --------------- | ---- | ---- | ---- | ---- | ---- | ---- | ---- | ---- | ---- |
|         | Giro de Italia  | —    | —    | —    | —    | —    | —    | —    | —    | —    |
|         | Tour de Francia | —    | —    | —    | —    | —    | —    | —    | —    | —    |
|         | Vuelta a España | —    | —    | —    | —    | —    | —    | 60.º | —    | —    |

—: no participa

Ab.: abandono

## Equipos
- Rabobank Continental (2011-2013)
- Rabobank (2012)[4]
- Giant (2014-2015)
  - Team Giant-Shimano (2014)
  - Team Giant-Alpecin (2015)
- Jumbo (2017-05.2019)
  - Team LottoNL-Jumbo (2017-2018)
  - Team Jumbo-Visma (2019)